# Azuchi-Momoyamaperiode
De Azuchi-Momoyamaperiode (安土桃山時代, Azuchi-Momoyama jidai) is een periode uit de geschiedenis van Japan, die liep van 1568 tot 1603. Daarmee overlapt de periode deels de laatste jaren van de Sengoku-periode.
De periode wordt gekenmerkt door het feit dat Japan weer een geheel werd na decennialang te zijn verscheurd door burgeroorlogen. Deze eenwording was de aanloop naar de oprichting van het Tokugawa-shogunaat. Vooral Oda Nobunaga en zijn opvolger Toyotomi Hideyoshi waren van grote invloed op deze eenwording. De periode is vernoemd naar Nobunaga’s kasteel, kasteel Azuchi, en Hideyoshi’s kasteel, kasteel Fushimi-Momoyama.

## Japanse eenwording

### Oda Nobunaga
In de late 16e eeuw slaagden enkele Daimyo erin om het Ashikaga-shogunaat omver te werpen. In 1560 probeerde Imagawa Yoshimoto de machtspositie van dit shogunaat over te nemen, maar werd gestopt door Oda Nobunaga in de slag bij Okehazama. In 1562 sloot de Tokugawa-clan zich bij Nobunaga aan. In 1565 probeerden de Matsunaga en Miyoshi-clans een machtsovername te plegen door de 13e shogun, Ashikaga Yoshiteru, te vermoorden. Nobunaga kon echter voorkomen dat deze clans de macht zelf op zouden eisen. In 1568 arriveerde Nobunaga in Kioto, waar hij Ashikaga Yoshihide tot volgende shogun liet maken. Over de vraag wie hem zou opvolgen ontstond veel onduidelijkheid, maar Hosokawa Fujitaka onderhandelde met Nobunaga om Yoshiteru’s jongere broer, Yoshiaki, te steunen. Nobunaga had op een kans als deze gewacht door een alliantie te vormen met de Azai-clan. Bovendien kreeg hij steun voor Yoshiaki van de keizer.
Nobunaga zag erop toe dat verzet van rivaliserende daimyo en andere opstandelingen werd onderdrukt. Ook liet hij grote economische hervormingen doorvoeren. Rond 1573 had hij de alliantie van de Asakura-clan en de Azai-clans weten te verslaan. Ook wist hij een mogelijke confrontatie met Takeda Shingen te vermijden. Na de dood van Shingen waren er geen daimyo’s in de directe omgeving van Kioto meer die machtig genoeg waren om Nobunaga te weerstaan. Maar verder in Japan waren er nog wel enkele van deze daimyo. Ook had Nobunaga enkele Boeddhistische groeperingen tegen zich. Vooral de Ikkō-ikki vormden een serieuze bedreiging. De strijd met hen duurde 10 jaar, en staat bekend als de Ishiyama Hongan-ji oorlog.
In de periode van 1576 tot 1579 liet Nobunaga aan de oever van het Biwameer een kasteel bouwen als symbool van eenwording. Hij was nu ook machtig genoeg om zijn generaals eropuit te sturen om andere gebieden binnen Japan onder zijn controle te brengen.
In 1582 werd Nabunaga slachtoffer van een van zijn eigen generaals, Akechi Mitsuhide. Deze viel hem aan tijdens een tussenstop in Kioto.

### Toyotomi Hideyoshi
Na Nobunaga’s dood, wilden enkele van zijn trouwste volgelingen zijn dood wreken. De situatie werd nijpend toen bleek dat Nobunaga’s oudste zoon en erfgenaam, Nobutada, ook was omgekomen. Daarom nam Toyotomi Hideyoshi het bevel op zich. Hij onderhandelde snel met de Moriclan over een wapenstilstand voordat het nieuws over Nobunaga’s dood hen kon bereiken. Daarna marcheerde hij met zijn troepen naar Kioto en versloeg Akechi Mitsuhide in de Slag bij Yamazaki.
Hideyoshi was nu machtig genoeg om binnen de Oda-clan het bewind te voeren. Hij stelde voor om Nobutada's zoon Sanpōshi tot erfgenaam te maken in plaats van Nobunaga’s derde zoon, Nobutaka. Hij kreeg zijn zin en werd Sanpōshi’s rechterhand en voogd.
Hideyoshi ging verder waar Nobunaga gestopt was in het verenigen van Japan. Er volgden nog een aantal grote veldslagen waaronder de Slag bij Shizugatake in 1583 en de Slag bij Komaki en Nagakute in 1584. In juli 1585 gaf de daimyo van de Shimazuclan, een van de laatste clans, zich over. Het jaar erop slaagde Hideyoshi erin om allianties te vormen met drie van de negen grote daimyocoalities. In 1590 werd de laatste grote tegenstander van Hideyoshi, de Hojo-clan, verslagen. Daarmee was de eenwording van Japan een feit.

## Japan onder Hideyoshi
Onder Hideyoshi werd in Japan een nieuw overheidssysteem opgericht, hoewel dagelijkse bezigheden nog verdeeld bleven over kleinere overheden. Als basis voor de macht van een gebied of heerlijkheid werd voortaan het aantal koku aan rijstopbrengst gebruikt.
Hideyoshi wilde zijn machtspositie veilig stellen door de landerijen zodanig over de daimyo te verdelen dat het hem goed uitkwam. Zo gaf hij de Tokugawa-familie de regio Kanto, ver weg van de hoofdstad. De landerijen direct om de hoofdstad gaf hij aan zijn meest vertrouwde bondgenoten. Hideyoshi probeerde tevens de hoogste machtspositie in het land in betere banen te leiden. Hij nam de titel Taikō aan, en maakte zijn neefje/adoptiefzoon Toyotomi Hidetsugu tot erfgenaam van deze titel.
Op zijn sterfbed wees Hideyoshi vijf machtige krijgsheren aan die het land moesten besturen tot Hidetsugu oud genoeg was. Deze vijf, Tokugawa, Maeda, Ukita, Uesugi en Mōri, kwamen bekend te staan als de raad van vijf regenten.

## Inval in Korea
Hideyoshi’s ambities gingen echter verder dan alleen Japan. In 1592 zette hij zijn zinnen op het veroveren van het door de Ming-dynastie geregeerde China. Hij vroeg Korea om doorgang naar China, maar dit werd hem geweigerd. Daarom stuurde hij een leger van 200.000 man om deze doorgang af te dwingen. Toen de invasie begon, sloten veel Koreanen zich bij de Japanners aan omdat ze dit als kans zagen om de Chinese overheersing te verdrijven. Het Japanse leger werd echter op veel fronten verslagen. Admiraal Yi Sun-sin slaagde erin de Japanse marine te verslaan en het Japanse leger zo zijn bevoorrading te ontnemen.
De eerste invasie draaide op niks uit. Vredesonderhandelingen tussen Japan en China verliepen echter ook niet soepel, en in 1597 werd een tweede invasie gestart. Deze mislukte eveneens.

## Contact met de westerse wereld
Contact met de westerse wereld ging tijdens de Azuchi-Momoyamaperiode verder. Nadat in 1553 de Portugezen reeds waren gekomen, volgden in 1587 de Spanjaarden en in 1609 de Nederlanders. Naarmate Japan echter meer verenigde werd, veranderde de houding tegenover de Europeanen en hun invloeden. Vooral het christendom werd door Hideyoshi gezien als een bedreiging voor Japan. Rond 1582 hadden missionarissen al 150.000 mensen, twee procent van de bevolking van Japan, bekeerd tot het christendom. Tevens stonden er 200 kerken in het land.
In 1587 begon een opstand tegen het christendom, en in 1597 werd het geloof zelfs verboden. Handel met Europeanen ging nog wel door, maar kwam steeds meer aan banden te liggen.

## Gebeurtenissen
- 1568: Nobunaga arriveert in Kioto.
- 1573: Nobunaga maakt een einde aan de laatste restanten van het shogunaat en verkrijgt controle over centraal Japan.
- 1575: Nobunaga verslaat de Takedaclan in de slag bij Nagashino
- 1580: De Ikkō-ikki geven zich over na een 11-jaar durende oorlog.
- 1582: Nobunaga wordt gedood door Akechi Mitsuhide, die op zijn beurt wordt verslagen door Toyotomi Hideyoshi in de slag bij Yamazaki.
- 1584: Hideyoshi bevecht Tokugawa Ieyasu in de slag bij Komaki en Nagakute [ja].
- 1586: De Osaka-jo wordt gebouwd door Toyotomi Hideyoshi.
- 1590: Hideyoshi verslaat de Hojo-clan en verenigd zo Japan.
- 1592: Hideyoshi geeft opdracht tot invasie van Korea.
- 1598: Hideyoshi sterft.
- 1600: Ieyasu wint in de Slag bij Sekigahara.